# Manifestations de 2021 au Sénégal
Les manifestations de 2021 au Sénégal sont des manifestations survenues à la suite de l'arrestation le 3 mars 2021 d'une des principales figures de l'opposition, le député Ousmane Sonko. Il est accusé de « viols et menaces de mort » par une employée d'un salon de beauté de Dakar, ce que son camp dénonce comme une « tentative de liquidation politique » de la part du président en exercice Macky Sall.
En se rendant au tribunal à la suite de sa convocation Ousmane Sonko est arrêté et des heurts éclatent entre les forces de l'ordre et les sympathisants de l'opposant. Des manifestations demandant la libération de l'opposant mais aussi pour dénoncer la corruption et la cherté de la vie suivent dans les jours qui viennent et sont violemment réprimés.
Au 8 avril 2021, le bilan établi par les autorités fait état de 13 morts du côté des manifestants.

## Contexte
Dans la nuit du 2 au 3 février 2021, Adji S., une jeune femme de 20 ans employée d'un salon de beauté, porte plainte contre l'un des principaux leaders de l'opposition sénégalaise Ousmane Sonko pour « viols et menaces de mort ». Elle l'accuse notamment de l'avoir violée à quatre reprises en la menaçant avec des armes, la dernière fois datant de la nuit de son dépôt de plainte,.
Celui-ci répond en niant ces accusations sur son compte Twitter et en dénonçant un « complot » et une « tentative de liquidation politique » de la part du président Macky Sall, destinée, selon lui, à porter atteinte à son éventuelle candidature aux élections présidentielles de 2024. Il était arrivé troisième aux dernières élections présidentielles. Il confirme cependant avoir été client du salon de beauté où travaille la plaignante, tout en affirmant n’être jamais resté seul avec la plaignante.
Le 8 février 2021, Ousmane Sonko est convoqué par la gendarmerie nationale, mais il refuse de se rendre à cette convocation en invoquant son immunité parlementaire. Des dizaines de sympathisants manifestent leur soutien devant son domicile et des heurts éclatent alors que les forces de l'ordre tentent de disperser le rassemblement.
Le 26 février 2021, les députés votent à une large majorité — 98 pour, 1 contre et 2 abstentions — la levée de l’immunité parlementaire d'Ousmane Sonko, après des échanges tendus entre la majorité et l'opposition. Les députés de l'opposition quittent la salle avant le vote. L'intéressé dénonce une procédure jugée « viciée et illégale » et annonce qu'il ne répondra à aucune convocation de la justice,,.
Ousmane Sonko est convoqué par un juge d'instruction le 3 mars. Après avoir initialement annoncé qu'il ne se rendrait pas à cette convocation, le marabout Abdou Lahad Mbacké, ses avocats et des personnalités du pays le convainquent d'y aller. Il s'y résout finalement tout en affirmant ne « pas faire confiance à la justice » et en appelant ses soutiens à rester mobilisés.
Le 3 mars, jour de la convocation, une foule immense l'accompagne. Sur le chemin, il est bloqué par la gendarmerie qui veut lui imposer un itinéraire, et après de longues discussions avec le préfet de Dakar, il accepte de choisir cet itinéraire. À la surprise de tout le monde, il est arrêté sur la route pour « troubles à l’ordre public et participation à une manifestation non autorisée » par la gendarmerie et le GIGN. Cet évènement créa le même jour, jusqu'à sa libération le 8 mars, de violents affrontements entre des jeunes et la police dans tout le pays,.

## Manifestations
Son arrestation du 3 mars provoque des heurts, notamment des échanges de jets de pierres et des tirs de gaz lacrymogènes, entre des groupes de jeunes et la police. Des pillages de magasins sont également rapportés.
Le point de ralliement habituel pour les manifestants est la place de la Nation à Dakar, avec des prises de parole au pied de son obélisque blanc où est gravé en chiffres romains, MCMLX, l'année de l'indépendance du Sénégal (20 août 1960).
Des manifestations ont lieu le lendemain, entraînant de violents affrontements entre manifestants et forces de l'ordre. Un homme de 20 ans, Cheikh Coly, meurt pendant une de ces manifestations à Bignona. Les médias évoquent 12 morts pendant l'arrestation d'Ousmane Sonko. Le directeur d'Amnesty International Sénégal, Seydi Gassama, exige « une enquête indépendante pour faire la lumière sur les circonstances [de ce] décès », tandis que le gouvernement « condamne fermement les actes de violence, les pillages et destructions ».
Les locaux du quotidien Le Soleil et de Radio Futurs Médias — jugés proches du pouvoir — sont attaqués par des manifestants. Des enseignes françaises, notamment des supermarchés Auchan et des stations-service Total, sont prises pour cible — la France étant considérée comme une alliée du président Macky Sall. Les écoles françaises et l’agence d’Air France du pays sont fermées par sécurité.
Le Conseil national de régulation de l'audiovisuel annonce suspendre pour 72 heures, à partir du 4 mars à 17 h, le signal de deux télévisions privées, Sen TV et Walf TV, après les avoir précédemment mis en garde contre la diffusion de contenus faisant « explicitement ou implicitement l'apologie de la violence ».
L'ONG Netblocks (en) rapporte le 5 mars des perturbations de l'accès à Internet touchant les principaux réseaux sociaux et plateformes de messageries instantanées.
Le 6 mars, quatre morts sont recensés parmi les manifestants. Des saccages, pillages, dégradations de bâtiments publics et de biens privés sont qualifiés d'« actes de nature terroriste » par le ministère de l'intérieur. La mort d'un collégien à Diaobé porte le bilan à cinq morts.
Le 7 mars, le médiateur de la République Alioune Badara Cissé appelle le président Sall à prendre la parole « avant qu'il ne soit trop tard ».
Le 8 mars, jour de comparution d'Ousmane Sonko devant un juge d'instruction, des blindés de l’armée prennent position dans Dakar pour assurer le maintien de l'ordre et la protection des institutions. Sonko est officiellement inculpé par la justice et relâché sous contrôle judiciaire. La sortie d'Ousmane Sonko au tribunal est jugé par la population comme un soulagement qui sauva le pays d'un chaos sans précédent.
Le soir même, le président Sall invite la population au « calme et à la sérénité » et à « [éviter] la logique de l'affrontement qui mène au pire ». Ousmane Sonko invite lui les manifestants à renforcer leur mobilisation, qu'il qualifie de « révolution », tout en ajoutant « [qu']il faut surtout qu’elle soit pacifique ». Il assure que Macky Sall n'est plus « légitime à diriger le Sénégal », mais s'oppose à un renversement par la force, préférant la voie des élections présidentielles à venir en 2024.
Après une journée d'apaisement le 9 mars, le M2D (Mouvement de Défense de la Démocratie) lance le lendemain un nouvel appel à manifester le 13 mars.
Le 11 mars, une journée de deuil et de prières est organisée en mémoire des victimes des manifestations, au nombre de 10 selon le gouvernement et au moins 11 selon le mouvement de contestation. Le mouvement annonce également suspendre son appel à manifester le 13 mars, à la suite d'une demande de plusieurs chefs religieux, dont le calife général de la confrérie mouride Serigne Mountakha Mbacké. En échange, ils demandent notamment « la libération immédiate et sans conditions des prisonniers politiques incarcérés », l'« arrêt de la persécution des opposants » et la fin des poursuites contre Ousmane Sonko. Ils demandent également au président Sall de s'engager à organiser les prochaines élections dans « des conditions libres et démocratiques » et de ne pas briguer un troisième mandat,.

## Réactions internationales
Le 5 mars, le secrétaire général des Nations unies António Guterres se dit « très préoccupé [par la situation] » et appelle « à éviter une escalade ».
Le lendemain, la communauté économique des États de l'Afrique de l'Ouest condamne les violences, appelle toutes les parties « la retenue et au calme » et « invite les autorités à prendre les mesures nécessaires pour apaiser les tensions et garantir les libertés de manifester pacifiquement ».
Les ambassades de l'Union européenne, de ses États membres, des États-Unis, du Royaume-Uni, du Canada, de la Suisse, du Japon et de la Corée du Sud appellent à « une restauration pacifique du calme et du dialogue ». Les États d'Afrique de l'Ouest exhortent « au calme et à la retenue ».
Amnesty International demande aux autorités sénégalaises de « cesser [immédiatement] les arrestations arbitraires d’opposants et d’activistes, [de] respecter la liberté de réunion pacifique et la liberté d’expression et [de] faire la lumière sur la présence d’hommes armés de gourdins aux côtés des forces de sécurité ». Reporters sans frontières condamne une « vague de violations de la liberté de la presse inédite ces dernières années dans ce pays d’Afrique de l’Ouest ».
L'ONG Human Rights Watch demande une enquête indépendante sur l'usage de la force par les autorités à la suite de la mort des manifestants.

## Bilan et conséquences
Le 8 avril 2021, le gouvernement présente un bilan des événements faisant état de 13 morts du côté des manifestants et annonce la création d'une commission d’enquête « indépendante et impartiale »,.
Le 26 février 2024, Macky Sall annonce une loi d'amnistie générale pour les faits liés aux troubles et manifestations connus depuis 2021.